# Шахмирза Толышахун
Шахмирза Толышахун (тал. Шаһмирзә Толышәхун, 10 июля 1955 года, село Визазамин, Лерикский район, Азербайджанская ССР — 18 ноября 2014 года, село Визазамин, Лерикский район, Азербайджан) — талышский поэт, писатель, публицист, педагог.

## Биография
Алиев Шахмирза (Толышахун) родился 10 июля 1955 года в селе Визазамин, Лерикского района, Азербайджанской ССР, СССР. После окончания средней общеобразовательной школы в родном селе (1962-1973 гг.), некоторое время проработал на нефтяном заводе в городе Баку. С 1974 года по 1976 год служил в вооруженных силах Советского Союза. Также работал в Совхозе в селе Визазамин. Окончил очно профессиональный техникум в городе Баку. В 1978 году поступил заочно на филологический факультет Бакинского государственного университета, который окончил в 1984 году. Работал директором дома культуры и заместителем исполнительного комитета в деревне Визазамин.
Вплоть до конца жизни проживал и работал в родной деревне Визазамин. Умер 18 ноября 2014 года. После смерти поэта, его друзья и коллеги в течение 40 дней собрали и издали сборник его работ «Iştə nom qin kardəmni» («Не потерял своё имя»). В сборник вошли личные стихотворения, песни, анекдоты, юмористические рассказы поэта и собранные им талышские народые пословицы, загадки.

## Творческая деятельность
С самого детства интересовался мировой литературой, поэзией, особенно талышской. Будучи студентом БГУ работал в родной деревне директором дома культуры. Именно работая в доме культуры проявил большой интерес к общественной работе, проводил собрания, занимался должным устройством празднеств. Занимался сбором талышского фольклора, традиций, записывал народные песни, музыку, игры; фиксировал древние народные танцы, и позже уже, представлял их обществу на праздниках.
С ранних лет писал стихотворения на талышском языке под псевдонимом «Шахмирза Толышахун». В поэзии наиболее ярко отражал темы любви, юмора, философии; сочинял песни; писал юмористические истории, анекдоты.
Шахмирза Толышахун начинает активно публиковаться с первых дней усиления Талышского национального движения, играет важную роль в восстановлении традиций талышской прессы, печатает свои художественные и публицистические работы. В 1990 году его работы печатаются в газете «Ленкорань» в рубрике «страница на талышском». А в 1992 году публикуются в Лерикской районной газете «Зиза». С 1993 года на постоянной основе его очерки и стихотворения печатались в газете «Толыши Садо». Шахмирза также занимался переводческой деятельностью, например, переводил весёлые рассказы про животных с русского языка на талышский.

### Стихотворения
- «Tıni çaş karde-karde»,(тал. «Тебя ожидая»), 1993
- «Ha bıyə, vəyə bıkə», (тал.«Братец, женись»), 1993
- «Zındənim» (тал. «Не знаю»), 1993
- «Tı ıştəni çəşkə, balə», (тал. «Береги себя, дитя»), 1994
- «Detı ivrədə nıbeədə»[6] (тал. «Когда я не с тобою»), 2003
- «Dıdimə odəm» (тал. «Лицемер»), 2003
- «Boyation» (тал. «Баяты»), 2003
- «Bahand, çımı bılbıl» (тал. «Пой, мой соловей»), 2004

### Песни
- «Məşi bılbıl»[7] (тал. «Не уходи, соловей»)
- «Нывоте һичи» (тал. «Ничего не сказала»)
- «Сәдо быкә» (тал. «Позови»)